# Кермек
Ке́рме́к (Limonium) — рід рослин родини плюмбагові (Plumbaginaceae). Згідно з системою Дальгрена, рід відносять до родини кермекові (Limoniaceae).
Слово «кермек» має тюркське походження — пор. каз. кермек («гірка степова трава»).
Родове латинське найменування йде від лат. līmōnion — терміна, який Пліній Старший вживав щодо якоїсь дикої рослини. Він походить від дав.-гр. λειμώνιον («лучне»), утвореного від λειμών, «леймон» — «лука».
В англомовних країнах різні види роду відомі під назвами «морська лаванда» (sea-lavender), «стетис» (statice), «багновий розмарин» (marsh-rosemary).

## Поширення
Представники роду трапляються на всіх континентах, переважно від Середземномор'я до Центральної Азії. На території колишнього СРСР рід представлений 40 видами.
Місцем виростання кермеків часто є засолені ґрунти; деякі види утворюють так зване «перекотиполе».

## Ботанічний опис
Багаторічні трави, рідше напівчагарники.
Листки великі, здебільшого тільки прикореневі.
Суцвіття — волоть, квітки дрібні, п'ятичленні, рожеві, пурпурові або жовті, приймочки ниткоподібні.

## Практичне використовування
Коріння представників роду містить таніни, тому його віддавна використовують для вичинювання шкіри. З деяких видів отримують жовту, зелену, рожеву та чорну фарби для чинбарного й килимарного виробництва.
Багато видів кермеку вирощують як декоративні рослини. Донедавна у квітникарстві використовували тільки до 30 видів (і то обмежено), зараз інтерес до цих рослин сильно виріс — у складачів квіткових композицій, ландшафтних дизайнерів й квітникарів-аматорів. У зв'язку з тим селекціонери створили чимало нових сортів, а також увели в культуру низку дикорослих видів. Як однорічники вирощують Кермек виїмчастий (Limonium sinuatum), Кермек китайський (Limonium sinense), Кермек Переса (Limonium perezii); як багаторічники — Кермек Гмеліна (Limonium gmelinii), Кермек звичайний (Limonium vulgare), Кермек пласколистий (Limonium platyphyllum).
Кермек Гмеліна, окрім того, вирощують як лікарську рослину.

## Види

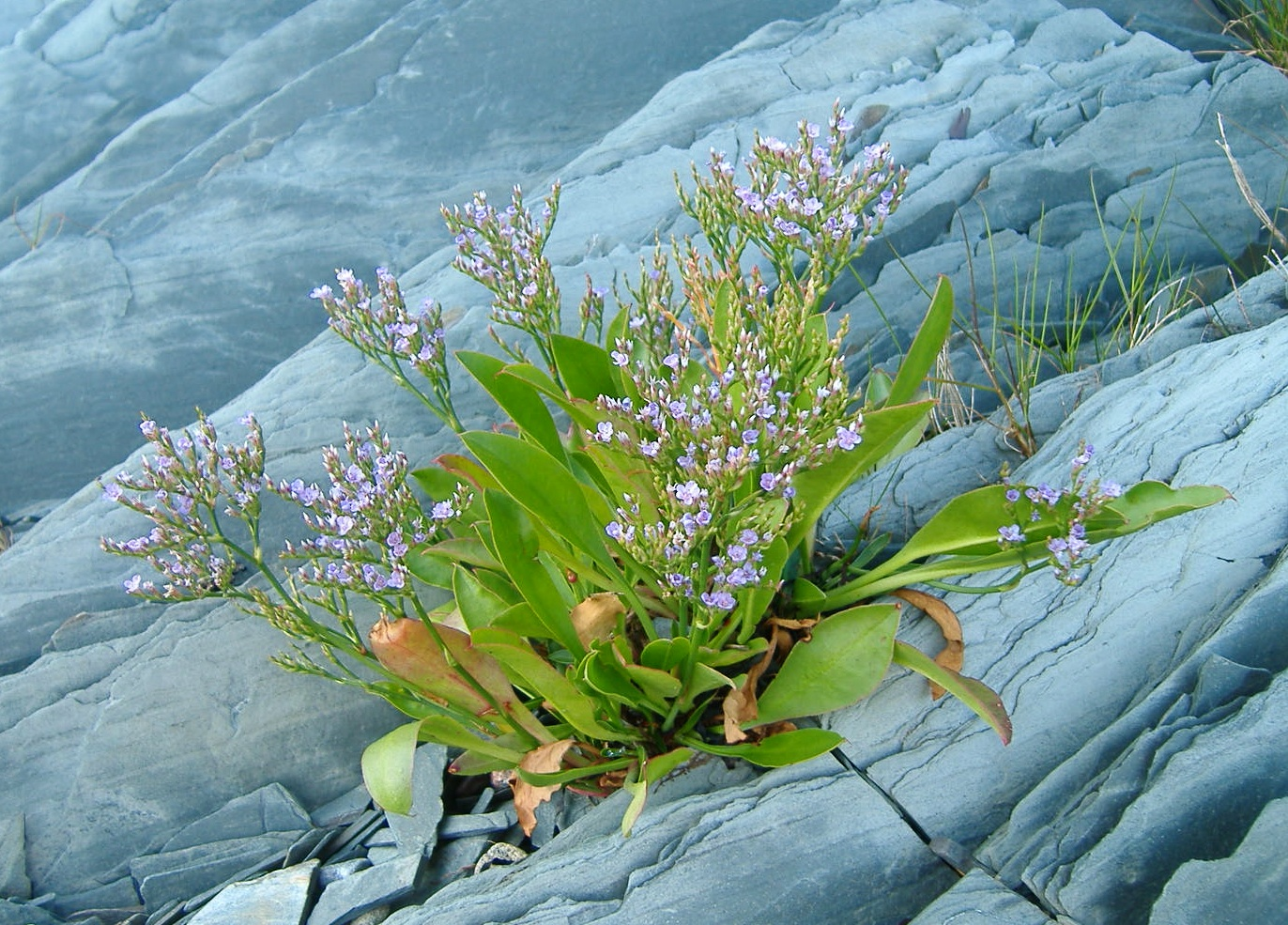
Кермек каролінський (Limonium carolinianum, Limonium nashii). Канада, «Іль-о-Баск» на річці Святого Лаврентія

Різні джерела наводять розбіжні дані про число видів у роді Limonium — 200, 300, 350. Згідно з базою даних The Plant List (2013), він включає 166 видів.

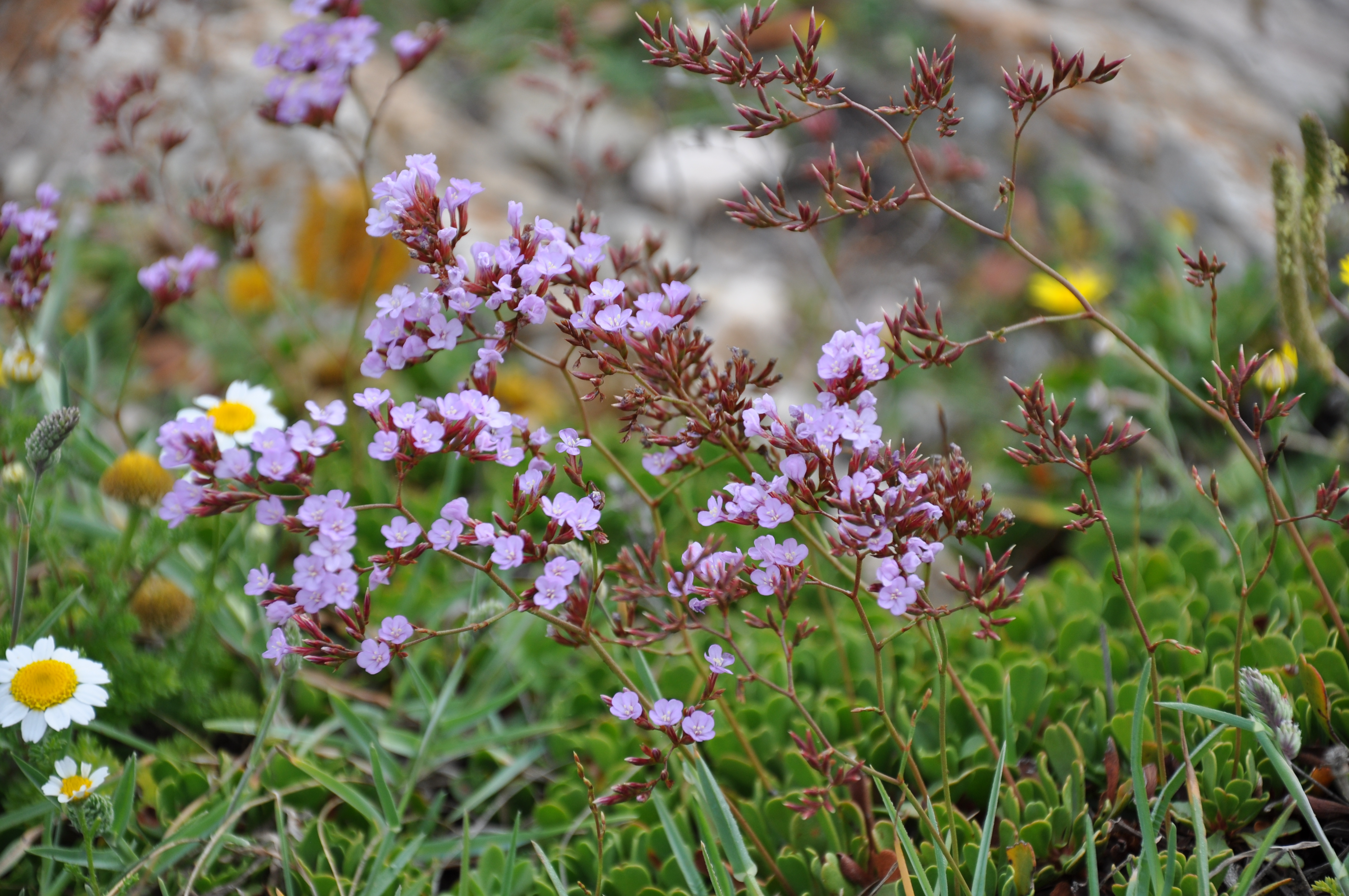
Limonium emarginatum

- Limonium aragonense (Монегрос в Іспанії, ендемік)
- Limonium arborescens (Тенерифе, ендемік)
- Limonium aureum (Центральна Азія: Сибір, Монголія, північний захід Китаю)
- Limonium auriculaeursifolium (південно-західна Європа, північно-західна Африка)
- Limonium australe (Австралія)
- Limonium bellidifolium (Європа, південно-західна Азія)
- Limonium bicolor (Монголія, північно-західний Китай)
- Limonium binervosum (західна Європа)
- Limonium bourgaei (Лансароте, ендемік)
- Limonium brassicifolium (Statice brassicifolia; Канарські острови)
- Limonium caesium (західне Середземномор'я)
- Limonium californicum (захід Північної Америки: від Орегону до Баха-Каліфорнія)
- Limonium callianthum (Сіньцзян-Уйгурський автономний район)
- Limonium cancelatum (східна середземноморська Хорватія)
- Limonium carolinianum (L. angustatum, L. nashii) — Кермек каролінський
- Limonium caspium (від Центральної Європи до Центральної Азії)
- Limonium chrysocomum (Центральна Азія)
- Limonium confusum (західне Середземномор'я)
- Limonium congestum (Центральна Азія)
- Limonium coralloides (Центральна Азія)
- Limonium cordatum (центральне Середземномор'я)
- Limonium cosyrense (східне Середземномор'я)
- Limonium delicatulum (західне Середземномор'я)
- Limonium dichroanthum (Центральна Азія)
- Limonium dielsianum (Західний Китай: Ґаньсу, Цінхай)
- Limonium dregeanum (Південна Африка)
- Limonium echioides (Середземномор'я)
- Limonium emarginatum (південна Іспанія)
- Limonium ferulaceum (західне Середземномор'я)
- Limonium flexuosum (Центральна Азія)
- Limonium franchetii (східне узбережжя Китаю)
- Limonium fruticans (Тенерифе, ендемік)
- Limonium gmelinii — Кермек Гмеліна
- Limonium gougetianum (західне Середземномор'я)
- Limonium humile (північно-західна Європа)
- Limonium imbricatum (Тенерифе, ендемік)
- Limonium insigne (південно-східна Іспанія, ендемік)
- Limonium kaschgaricum (Центральна Азія)
- Limonium iranicum (Іран)[6]
- Limonium lacostei (західний Китай, Тибет, Кашмір)
- Limonium latifolium (Limonium platyphyllum) — Кермек пласколистий (Кермек широколистий)
- Limonium leptolobum (Центральна Азія)
- Limonium leptostachyum (Центральна Азія)
- Limonium lilacinum (центральна Туреччина, ендемік)
- Limonium limbatum (внутрішні райони південного заходу США)
- Limonium macrophyllum (Тенерифе)

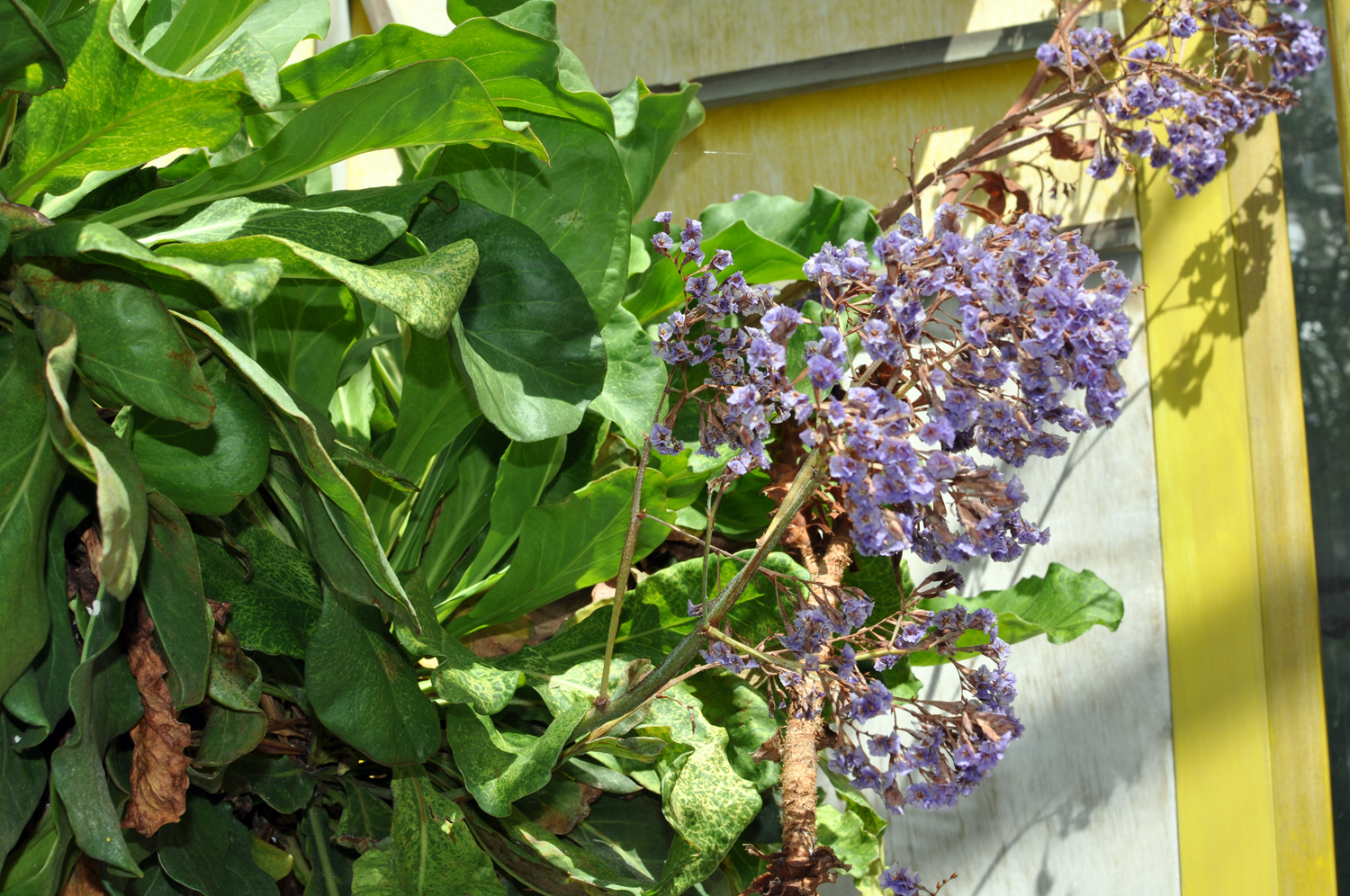
Limonium macrophyllum

- Limonium macropterum (Канарські острови)
- Limonium macrorhabdos (Ладакх)
- Limonium minutum (південно-східна Франція, ендемік)
- Limonium mouretii (Марокко)
- Limonium myrianthum (Центральна Азія)
- Limonium narbonense (Південна Європа, Північна Африка, Південно-Західна Азія)
- Limonium ornatum (Марокко)
- Limonium otolepis (Південно-Західна й Центральна Азія)
- Limonium paradoxum (Велика Британія, Ірландія,[7] ендемік)
- Limonium paulayanum (Ємен, ендемік)
- Limonium pectinatum (Канарські острови)
- Limonium peregrinum (Південна Африка)
- Limonium perezii — Кермек Переса (Канарські острови) Limonium perezii

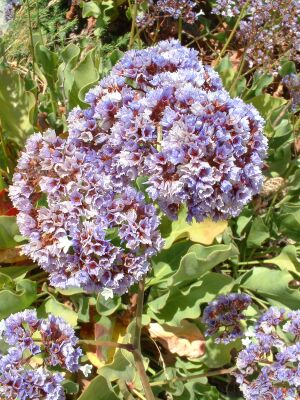
Limonium perezii

- Limonium potaninii (Західний Китай: Сичуань, Цінхай, Ґаньсу)
- Limonium preauxii (Канарські острови)
- Limonium puberulum (Канарські острови)
- Limonium ramosissimum (Середземномор'я)
- Limonium reniforme (Іран)
- Limonium rezniczenkoanum (Центральна Азія)
- Limonium sieberi (східне Середземномор'я)
- Limonium sinense — Кермек китайський (узбережжя східної Азії: Китай, Острови Рюкю, В'єтнам)
- Limonium sinuatum — Кермек виїмчастий (Середземномор'я)
- Limonium sokotranum (Ємен, ендемік)
- Limonium solanderi (Австралія)
- Limonium spathulatum (Середземномор'я)
- Limonium spectabile (Канарські острови)
- Limonium strictissimum (середземноморські райони Франції та Італії)
- Limonium suffruticosum — Кермек напівчагарниковий
- Limonium tenellum (Монголія, північно-східний Китай)
- Limonium tetragonum (східна Азія до Нової Каледонії)
- Limonium thouinii (Середземномор'я)
- Limonium tomentellum (Limonium sareptanum) — Кермек сарептський
- Limonium tschurjukiense — Кермек чурюцький (ендемічний вид, трапляється у Криму та Херсонській області. Можливо, гібрид Limonium gmelinii та Limonium tomentellum)
- Limonium virgatum (західне Середземномор'я)
- Limonium vulgare — Кермек звичайний
- Limonium wrightii (Японія, Тайвань)

До роду Limonium колись відносили деякі інші види (наприклад, Limonium tataricum), які тепер розглядають у складі окремого роду Goniolimon.